# Gonomyia helotos
Gonomyia helotos är en tvåvingeart som beskrevs av Alexander 1971. Gonomyia helotos ingår i släktet Gonomyia och familjen småharkrankar. Inga underarter finns listade i Catalogue of Life.